# Beas de Guadix (kommunhuvudort)
Beas de Guadix är en kommunhuvudort i Spanien.   Den ligger i provinsen Provincia de Granada och regionen Andalusien, i den södra delen av landet, 400 km söder om huvudstaden Madrid. Beas de Guadix ligger 961 meter över havet och antalet invånare är 377.
Terrängen runt Beas de Guadix är kuperad åt nordväst, men åt sydost är den platt. Runt Beas de Guadix är det ganska glesbefolkat, med 34 invånare per kvadratkilometer. Närmaste större samhälle är Guadix, 6,3 km öster om Beas de Guadix. Omgivningarna runt Beas de Guadix är i huvudsak ett öppet busklandskap.